# Lili St. Cyr

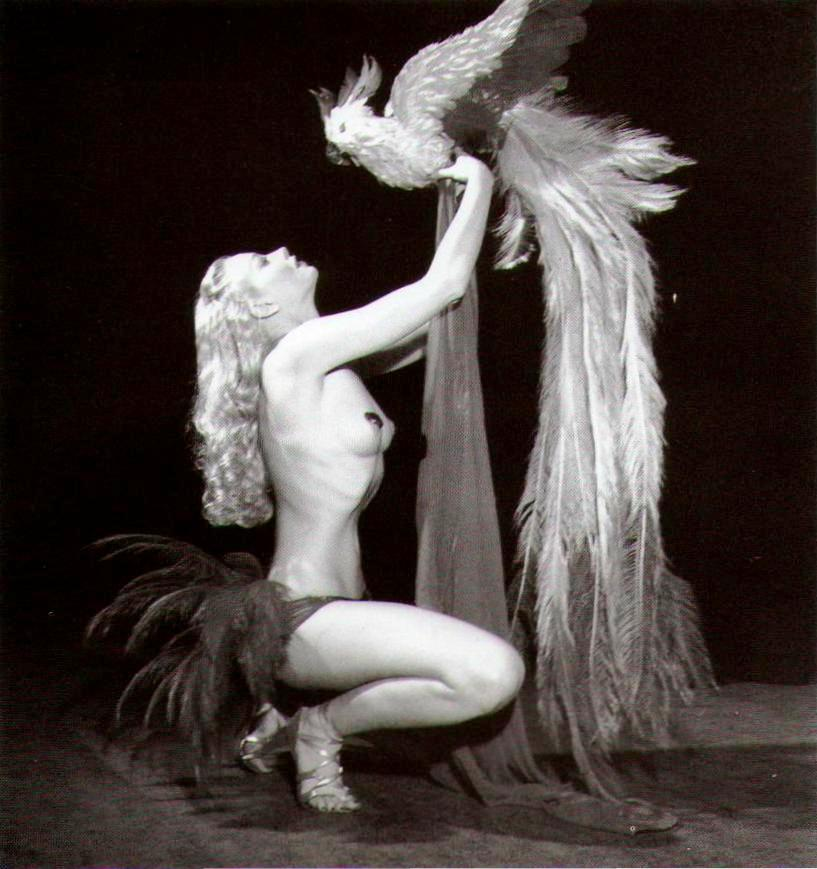
Lili St. Cyr, Mitte der 1940er Jahre

Lili St. Cyr (* 3. Juni 1918 in Minneapolis, Minnesota; † 29. Januar 1999 in Los Angeles, Kalifornien; geb. Willis Marie Van Schaack) war eine bekannte US-amerikanische Stripperin der 1940er und 1950er Jahre.

## Leben und Karriere
Lili St. Cyr wurde 1944 zunächst durch ihre Auftritte im Gayety Theater in Montreal bekannt. Bemerkenswert waren ihre Vorführungen, wie beispielsweise ein Bad auf der Bühne und ein rückwärts vorgeführter Striptease. Zum Markenzeichen wurde der Tanz „The Flying G“, der beinhaltete, dass ein Bühnenarbeiter an einer an ihrem String-Tanga befestigten Angel zog und das Kleidungsstück dadurch bei gedämpftem Licht in die Ränge befördert wurde. Von ihr ist folgendes Zitat überliefert: „Sex ist eine Währung. Was hat es für einen Sinn, schön zu sein, wenn man davon nicht profitieren kann?“ Im Laufe ihrer Karriere war sie in vielen Filmen zu sehen, meistens spielte sie dabei sich selbst oder eine Stripperin.
St. Cyr war sechs Mal verheiratet, unter anderem mit den Schauspielern Paul Valentine und Ted Jordan sowie dem Gastronomen Armando Orsini. Berichten zufolge hatte sie auch Beziehungen mit Orson Welles und Victor Mature. Ihre letzten drei Lebensjahrzehnte verbrachte sie mit Donatien „Lorenzo“ Markic. Im Film The Rocky Horror Picture Show wird ihrer erinnert, indem Schauspielerin Susan Sarandon in ihrer Rolle Janet Weiss im Lied Don't Dream it, Be it die Zeile „God bless Lili St. Cyr“ singt.

## Filmografie (Auswahl)
- 1952: Love Moods
- 1953: Bedroom Fantasy
- 1953: Striporama
- 1954: Varietease
- 1955: Son of Sinbad
- 1956: Buxom Beautease
- 1958: Die Nackten und die Toten (The Naked and the Dead)
- 1958: Gangster Nr. 1 (I, Mobster)
- 1962: Runaway Girl